# Sason pectinatum
Espèce
Sason pectinatum est une espèce d'araignées mygalomorphes de la famille des Barychelidae.

## Distribution
Cette espèce est endémique de Nouvelle-Guinée orientale en Papouasie-Nouvelle-Guinée,.

## Description
La carapace du juvénile décrit par Raven en 1986 mesure 2,04 mm de long sur 1,80 mm et l'abdomen 2,68 mm de long sur 1,84 mm.

## Publication originale
- Kulczyński, 1908 : Araneae musei nationalis Hungarici in regionibus Indica et Australia a Ludovico Biro collectae. Annals Historico-Naturales Musei Nationalis Hungarici, vol. 6, p. 428-494 (texte intégral).